# Pro Evolution Soccer
Pro Evolution Soccer (in Giappone e negli USA World Soccer Winning Eleven 5) è un videogioco di calcio sviluppato e pubblicato da Konami il 23 novembre 2001.
È il primo capitolo della serie Pro Evolution Soccer.
I telecronisti della versione italiana sono Gianni Pinoli e Sandro Manini.

## Modalità di gioco
- Modalità Partita: esibizione tra due squadre nazionale o club
- Partita All Star: i migliori calciatori d'Europa contro i migliori calciatori del Resto del Mondo
- Gara Rigori: due squadre nazionali o club si sfidano ai rigori
- Modalità Campionato: campionato a girone unico di andata e ritorno con 16 squadre nazionali
- Coppa Internazionale: 32 squadre si dividono in 8 gironi A-H; le prime due passano alla fase a eliminazione diretta;
- Coppa Europea: 16 squadre nazionali europee si dividono in 4 gironi A-D; le prime due passano alla fase a eliminazione diretta;
- Coppa Africana: le 6 squadre africane (Marocco, Tunisia, Egitto, Nigeria, Camerun, Sudafrica) si sfidano in un torneo a eliminazione diretta;
- Coppa Americana: le 10 squadre americane (USA, Messico, Giamaica, Colombia, Brasile, Perù, Cile,  Paraguay, Uruguay, Argentina) si sfidano in un torneo a eliminazione diretta;
- Coppa Asiatica: le 5 squadre asiatiche (Giappone, Corea del sud, Cina, Iran, Arabia Saudita) e la squadra dell'Oceania (Australia) si sfidano in un torneo a eliminazione diretta;
- Coppa Konami: da 3 a 16 squadre nazionali si sfidano in un girone unico o in un torneo a eliminazione diretta;
- Campionato Master: campionato diviso in due serie da 16 squadre di club nel quale è possibile acquistare i calciatori da schierare;
- Modalità Allenamento.

## Squadre
Il videogioco contiene 85 squadre di cui 53 nazionali e 32 club.

### Nazionali
- Arabia Saudita
- Argentina
- Australia
- Austria
- Belgio
- Brasile
- Bulgaria
- Camerun
- Cile
- Cina
- Colombia
- Corea del Sud
- Croazia
- Danimarca
- Egitto
- Finlandia
- Francia
- Galles
- Germania
- Giamaica
- Giappone
- Grecia
- Inghilterra
- Iran
- Irlanda del Nord
- Irlanda
- Italia
- Jugoslavia
- Marocco
- Messico
- Nigeria
- Paesi Bassi
- Norvegia
- Paraguay
- Perù
- Polonia
- Portogallo
- Rep. Ceca
- Romania
- Russia
- Scozia
- Slovacchia
- Slovenia
- Spagna
- Stati Uniti
- Sudafrica
- Svezia
- Svizzera
- Tunisia
- Turchia
- Ucraina
- Ungheria
- Uruguay

### Club
Nel videogioco alcuni club hanno dei nomi fittizi. Tra parentesi i nomi reali.
- Manchester (Manchester United)
- London (Arsenal)
- Chelsea
- Liverpool
- Leeds Utd
- Westham (West Ham)
- Newcastle Utd
- Barcellona
- Chamartín (Real Madrid)
- Valencia
- La Coruna (Deportivo La Coruña)
- Monaco
- Marseille (Olympique Marsiglia)
- Paris (Paris Saint-Germain)
- Bordeaux
- Amsterdam (Ajax)
- Rotterdam (Feyenoord)
- Eindhoven (PSV Eindhoven)
- International (Inter)
- Piemonte (Juventus)
- Milano (Milan)
- Lazio
- Parma
- Firenze (Fiorentina)
- Roma
- Dortmund (Borussia Dortmund)
- Munchen (Bayern Monaco)
- Leverkusen (Bayer Leverkusen)
- Rio de Janeiro (Vasco da Gama)
- Palestora (Palmeiras)
- La Plata (River Plate)
- Buenos Aires (Boca Juniors)

## Stadi
Nel videogioco sono presenti 8 stadi con nomi fittizi:
- Lombardi Colosseum (San Siro)
- Catalonia Stadium (Camp Nou)
- North-East Stadium (Highbury)
- Orange Arena (Amsterdam Arena)
- Munich Stadium (Olympiastadion)
- Monte Carlo Stadium (Stade Louis II)
- Asia Stadium
- International Stadium